# Hudson (hrabstwo Hillsborough)
Hudson – jednostka osadnicza w Stanach Zjednoczonych, w stanie New Hampshire, w hrabstwie Hillsborough.